# Palythoa nigricans
Palythoa nigricans är en korallart som beskrevs av McMurrich 1898. Palythoa nigricans ingår i släktet Palythoa och familjen Zoanthidae. Inga underarter finns listade i Catalogue of Life.